# Chung kết Cúp FA 2015
Chung kết Cúp FA 2015 là trận chung kết thứ 134 của cúp FA, giải đấu bóng đá lâu đời nhất thế giới. Trận đấu là cuộc so tài giữa Arsenal và Aston Villa tại sân vận động Wembley ở Luân Đôn. Trận đấu diễn ra ngày 30 tháng 5 năm 2015 và là trận đấu cuối cùng của mùa mùa bóng 2014-15. Arsenal giành chiến thắng 4-0 chung cuộc với các bàn thắng của Theo Walcott, Alexis Sánchez, Per Mertesacker và Olivier Giroud với danh hiệu kỷ lục thứ 12, giúp Pháo thủ trở thành đội bóng sở hữu nhiều chức vô địch nhất giải đấu. Đây cũng là danh hiệu thứ sáu của huấn luyện viên Arsène Wenger, đưa ông trở thành người giàu thành tích nhất giải cùng với George Ramsay.
Chiếu theo thay đổi luật từ UEFA, đây là mùa bóng đầu tiên đội á quân không thể tham dự đấu trường Europa League nếu đội vô địch đủ điều kiện dự cúp châu Âu. Vì Arsenal đã đủ điều kiện dự Champions League với vị trí thứ ba tại giải bóng đá Ngoại hạng Anh, nên suất dự Europa League thuộc về Southampton, đội bóng có vị trí cao nhất tại giải Ngoại hạng Anh nhưng chưa đáp ứng điều kiện để tham dự cúp châu Âu. Sau khi vô địch cúp FA, Arsenal sẽ gặp nhà vô địch giải Ngoại hạng Anh 2014-15 là câu lạc bộ Chelsea trong trận siêu cúp Anh 2015 trên sân Wembley.

## Thống kê đối đầu

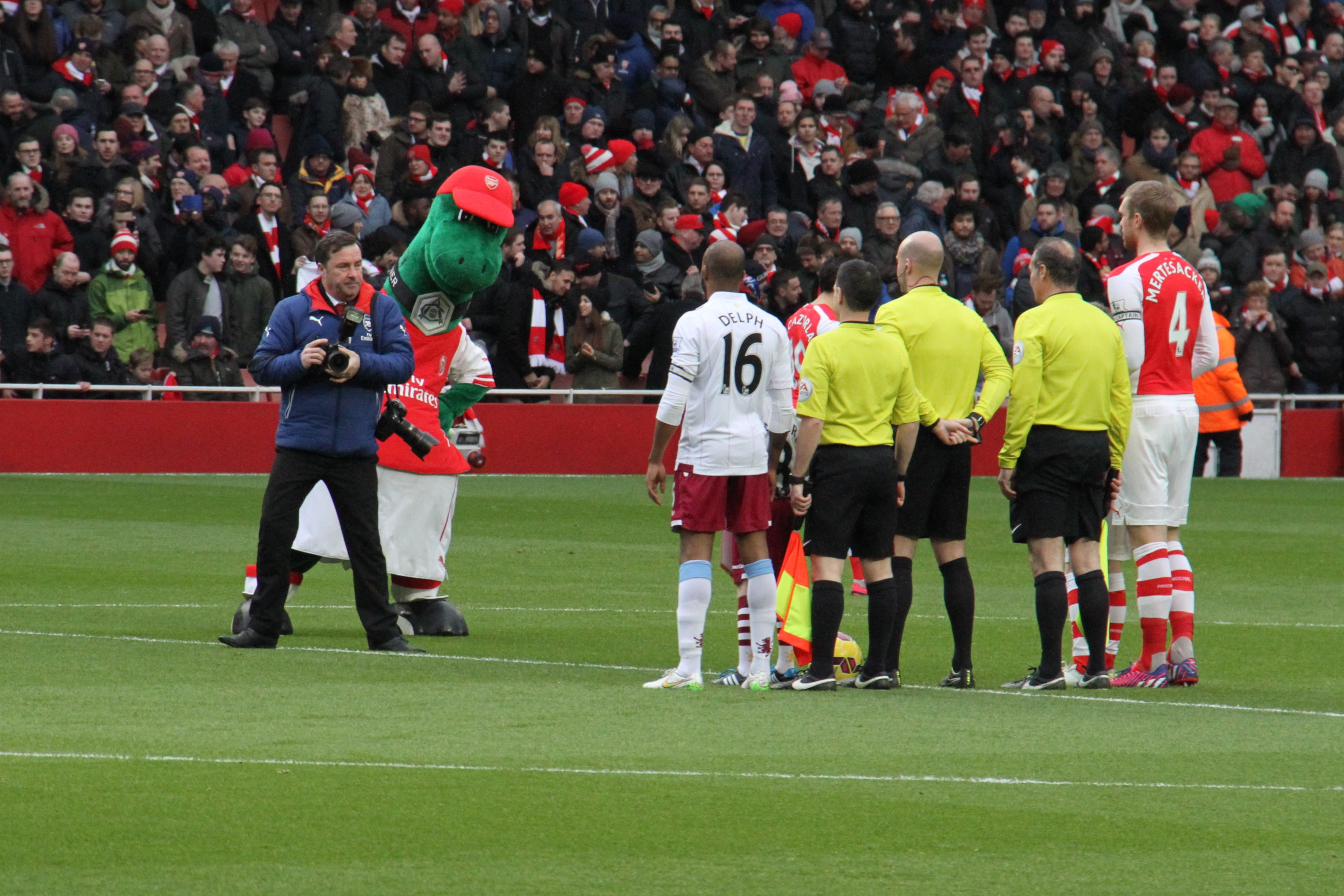
Arsenal hủy diệt Aston Villa 5–0 tại giải Ngoại hạng vào ngày 1 tháng 2 năm 2015. Bức ảnh chụp đội trưởng của hai đội là Fabian Delph (Aston Villa) và Per Mertesacker (Arsenal).

Arsenal đã tạo nên kỷ lục vượt qua Manchester United khi góp mặt ở trận chung kết thứ 19. Trước đó Pháo thủ thắng 11 cũng ngang bằng United, lần gần nhất là trận chung kết năm ngoái trước Hull City. Thất bại gần nhất của đội là vào năm 2001 trước Liverpool với tỉ số 1-2. Với Aston Villa đây là trận chung kết thứ 11 của đội trong bảy lần giành danh hiệu, lần gần nhất họ đăng quang là trước Manchester United vào năm 1957 với tỉ số 1-2. Trận chung kết gần nhất của Villa là thất bại 0-1 trước Chelsea năm 2000.
Arsenal và Aston Villa đã chạm trán hai lần trong mùa bóng này, tất cả các trận đó đều đem về chiến thắng cho Pháo thủ. Ngày 20 tháng 9 năm 2014, đội thắng 3-0 tại Villa Park với ba bàn thắng trong chưa đầy bốn phút của hiệp một của Mesut Özil, Danny Welbeck, và bàn phản lưới nhà của Aly Cissokho sau cú sút của Kieran Gibbs. Tại sân vận động Emirates vào ngày 1 tháng 2 năm 2015, Arsenal vùi dập Villa với bàn thắng của Olivier Giroud, Özil, Theo Walcott, Héctor Bellerín và một cú đá phạt đền của Santi Cazorla sau khi Brad Guzan phạm lỗi với Chuba Akpom.

## Điểm bán vé
Cả Aston Villa và Arsenal đều nhận phân phối 25,000 vé cho trận đấu với 17,000 vé dành cho các thành viên của Câu lạc bộ Wembley, chủ sở hữu vé cả mùa tại sân vận động Wembley. Các mức giá vé lần lượt từ £50, £70, £90 và £120.

## Đường đến chung kết

### Arsenal
| Vòng                                                          | Đối thủ                    | Tỉ số    |
| ------------------------------------------------------------- | -------------------------- | -------- |
| 3                                                             | Hull City (H)              | 2–0      |
| 4                                                             | Brighton & Hove Albion (A) | 2–3      |
| 5                                                             | Middlesbrough (H)          | 2–0      |
| 6                                                             | Manchester United (A)      | 1–2      |
| BK                                                            | Reading (N)                | 2–1 (hp) |
| Từ khóa: (H) = Sân nhà; (A) = Sân khách; (N) = Sân trung lập. |                            |          |

Đương kim vô địch cúp FA Arsenal bắt đầu tham dự giải từ vòng ba do đang chơi tại giải Ngoại hạng. Ở trận đầu tiên, đội tiếp đón đội bóng cũng đang chơi tại giải Ngoại hạng Hull City trên sân nhà, tái hiện trận chung kết mùa bóng năm ngoái. Trên sân vận động Emirates, Arsenal giành chiến thắng 2-0 với bàn thắng của Per Mertesacker và Alexis Sánchez. Ở vòng bốn, Pháo thủ gặp Brighton & Hove Albion trên sân khách. Trên sân vận động Falmer, đội thắng 3-2 với các pha lập công của Theo Walcott, Mesut Özil và Tomáš Rosický. Arsenal tiếp tục đối đầu một câu lạc bộ chơi tại Championship khác là Middlesbrough trên sân nhà Emirates và thắng 2-0 đều do Olivier Giroud ghi bàn. Ở vòng sáu, Pháo thủ làm khách trước Manchester United. Trận đấu dự kiến lên sóng trên kênh BBC One vào tối thứ hai, dấy lên sự chỉ trích từ cổ động viên Arsenal vì không có xe lửa trở về Luân Đôn sau trận đấu. Mặc dù vậy, tại Old Trafford với 9,000 cổ động viên đội khách, Pháo thủ thắng United 2-1 nhờ pha lập công của Nacho Monreal và cựu cầu thủ United Danny Welbeck.

### Aston Villa
| Vòng                                                          | Đối thủ                  | Tỉ số |
| ------------------------------------------------------------- | ------------------------ | ----- |
| 3                                                             | Blackpool (h)            | 1–0   |
| 4                                                             | Bournemouth (h)          | 2–1   |
| 5                                                             | Leicester City (h)       | 2–1   |
| 6                                                             | West Bromwich Albion (h) | 2–0   |
| BK                                                            | Liverpool (n)            | 2–1   |
| Từ khóa: (h) = Sân nhà; (a) = Sân khách; (n) = Sân trung lập. |                          |       |

Là một đội bóng của giải Ngoại hạng Anh, Aston Villa tham dự giải từ vòng ba với chiến thắng 1-0 trên sân nhà trước đội bóng Championship là Blackpool, Christian Benteke ghi bàn thắng duy nhất chỉ hai phút trước khi trận đấu khép lại. Ở vòng bốn, đội đánh bại một đội bóng ở giải hạng hai là Bournemouth trên sân nhà với tỉ số 2-1. Carles Gil mở tỉ số trước cho Villa và sau đó Andreas Weimann nhân đôi cách biệt, còn Bournemouth ghi bàn danh dự bởi cầu thủ dự bị Callum Wilson. Đội bóng hiện do Tim Sherwood huấn luyện hiện tại và chơi trên sân nhà lần nữa ở vòng năm trước đội bóng ở giải Ngoại hạng Anh Leicester City và cũng thắng với tỉ số tương tự trận trước. Leandro Bacuna và Scott Sinclair là những người lập công cho Villa, còn Andrej Kramarić ghi bàn danh dự cho đội khách.

## Trận đấu

### Kết quả chi tiết
| Arsenal                                                    | 4–0    | Aston Villa |
| ---------------------------------------------------------- | ------ | ----------- |
| Walcott 40' · Sánchez 50' · Mertesacker 62' · Giroud 90+3' | Report |             |

| Arsenal | Aston Villa |

| TM               | 1  | Wojciech Szczęsny       |  |     |
| HV               | 39 | Héctor Bellerín         |  |     |
| HV               | 4  | Per Mertesacker (c)     |  |     |
| HV               | 6  | Laurent Koscielny       |  |     |
| HV               | 18 | Nacho Monreal           |  |     |
| TV               | 34 | Francis Coquelin        |  |     |
| TV               | 19 | Santi Cazorla           |  |     |
| TĐT              | 16 | Aaron Ramsey            |  |     |
| TVC              | 11 | Mesut Özil              |  | 77' |
| TĐ               | 17 | Alexis Sánchez          |  | 90' |
| TĐ               | 14 | Theo Walcott            |  | 77' |
| Dự bị:           |    |                         |  |     |
| TM               | 13 | David Ospina            |  |     |
| HV               | 3  | Kieran Gibbs            |  |     |
| HV               | 5  | Gabriel Paulista        |  |     |
| TV               | 10 | Jack Wilshere           |  | 77' |
| TV               | 15 | Alex Oxlade-Chamberlain |  | 90' |
| TV               | 20 | Mathieu Flamini         |  |     |
| TV               | 12 | Olivier Giroud          |  | 77' |
| Huấn luyện viên: |    |                         |  |     |
| Arsène Wenger    |    |                         |  |     |

| TM               | 31 | Shay Given         |     |     |
| HV               | 21 | Alan Hutton        | 33' |     |
| HV               | 4  | Ron Vlaar          |     |     |
| HV               | 5  | Jores Okore        |     |     |
| HV               | 18 | Kieran Richardson  |     | 68' |
| TV               | 15 | Ashley Westwood    | 52' | 71' |
| TV               | 8  | Tom Cleverley      | 14' |     |
| TV               | 16 | Fabian Delph (c)   | 37' |     |
| TĐ               | 28 | Charles N'Zogbia   |     | 53' |
| TĐ               | 40 | Jack Grealish      |     |     |
| TĐ               | 20 | Christian Benteke  |     |     |
| Dự bị:           |    |                    |     |     |
| TM               | 1  | Brad Guzan         |     |     |
| HV               | 2  | Nathan Baker       |     |     |
| HV               | 7  | Leandro Bacuna     |     | 68' |
| TV               | 9  | Scott Sinclair     |     |     |
| TV               | 12 | Joe Cole           |     |     |
| TV               | 24 | Carlos Sánchez     |     | 71' |
| TV               | 11 | Gabriel Agbonlahor | 83' | 53' |
| Huấn luyện viên: |    |                    |     |     |
| Tim Sherwood     |    |                    |     |     |

| Cầu thủ xuất sắc nhất trận - Santi Cazorla (Arsenal) Trọng tài chính thức - Trợ lý trọng tài: - Darren England (South Yorkshire) - Simon Bennett (Staffordshire) - Trọng tài thứ tư: Craig Pawson (South Yorkshire) - Trọng tài thay thế: Harry Lennard (East Sussex) | Luật chơi - 90 phút (chính thức). - 30 phút hiệp phụ nếu tỷ số hòa trong thời gian thi đấu chính thức. - Đá luân lưu 11m nếu hòa trong cả thời gian thi đấu chính thức và hiệp phụ. - 7 cầu thủ trên ghế dự bị. - 3 quyền thay người tối đa |

### Thống kê
| Thống kê          | Arsenal | Aston Villa |
| ----------------- | ------- | ----------- |
| Bàn thắng         | 4       | 0           |
| Kiểm soát bóng    | 59%     | 41%         |
| Sút trúng địch    | 8       | 0           |
| Sút trượt cầu môn | 8       | 2           |
| Phạt góc          | 8       | 0           |
| Phạm lỗi          | 8       | 15          |
| Việt vị           | 5       | 2           |
| Thẻ vàng          | 0       | 5           |
| Thẻ đỏ            | 0       | 0           |
| Nguồn:            |         |             |